# Parteneriat public-privat

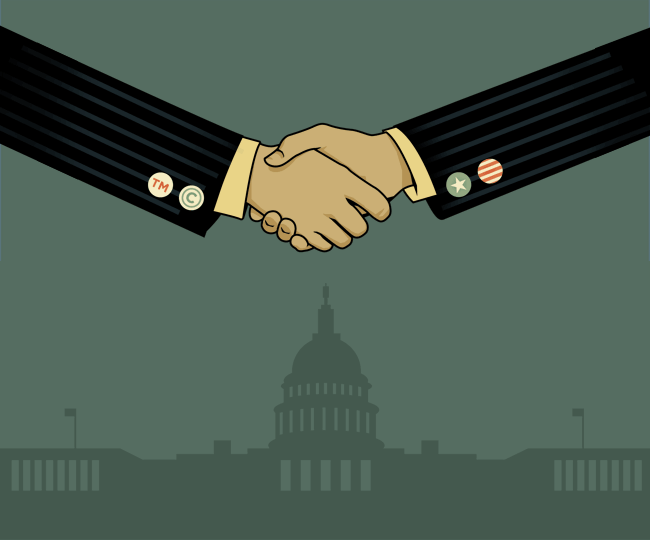
Parteneriatele public-private sunt adesea reprezentate de o strângere de mână, simbolizând partenerii privați și publici care ajung la un acord.

Un parteneriat public-privat (PPP, 3P sau P3) este un acord pe termen lung între un guvern și instituții din sectorul privat. În mod obișnuit, implică finanțarea cu capital privat a proiectelor și serviciilor guvernamentale în avans și apoi obținerea de venituri de la contribuabili și/sau utilizatori pe parcursul contractului PPP. Parteneriatele public-privat au fost implementate în mai multe țări și sunt utilizate în principal pentru proiecte de infrastructură. Au fost angajate pentru construirea, echiparea, operarea și întreținerea școlilor, spitalelor, sistemelor de transport și sistemelor de apă și canalizare.